# Getting to This
Getting to This è il secondo album dei Blodwyn Pig, pubblicato dalla Chrysalis Records nell'aprile del 1970.

## Tracce
Brani composti da Mick Abrahams, tranne dove indicati
Lato A
1. Drive Me – 3:23
2. Variations on Nainos – 3:45
3. See My Way – 4:00
4. Long Bomb Blues – 1:09
5. The Squirreling Must Go On – 4:27 (Mick Brahams, Andy Pyle)

Lato B
1. San Francisco Sketches (Jack Lancaster)
2. Worry – 3:41 (Andy Pyle)
3. Toys – 3:03
4. To Rass Man – 1:20 (Ron Berg)
5. Send Your Son to Die – 4:24

Album versione Stati Uniti, pubblicato nel 1970 dalla A&M Records
Lato A
1. Drive Me – 3:23
2. Variations on Nainos – 3:47
3. Meanie Mornay – 4:45
4. Long Bomb Blues – 1:07
5. The Squirreling Must Go On – 4:27 (Mick Abrahams, Andy Pyle)

Lato B
1. San Francisco Sketches (Jack Lancaster)
2. Worry – 3:43 (Andy Pyle)
3. Toys – 3:04
4. Send Your Son to Die – 4:25

## Musicisti
- Mick Abrahams - voce, chitarra, chitarra slide a sette corde, chitarra tenore, batteria (Cockney Flesh)
- Jack Lancaster - sassofono tenore, sassofono baritono, sassofono soprano, flauto, violino elettrico, corno (Phoon), cornetta
- Jack Lancaster - arrangiamenti strumenti a fiato
- Andy Pyle - basso
- Ron Berg - batteria, timpano

Musicista aggiunto 
- Graham Waller - pianoforte (brani: A1 e B1)